# 明日になる前に
「明日になる前に」（あしたになるまえに）は、菅原紗由理の5作目のシングル。2011年12月7日にフォーライフミュージックエンタテイメントよりリリースされた。

## 収録内容
1. 明日になる前に
作詞：菅原紗由理・加藤哉子、作曲：Sin、編曲：Sin
  - TBS系「ニッポン!いじるZ」エンディングテーマ
2. バスケットコート 
作詞：YUKI “Jolly Roger"、作曲：YUKI “Jolly Roger"、編曲：SiZK
3. ROCKSTAR
作詞：菅原紗由理、作曲：Ina Wroldsen・Allan Peter Grigg・Joshua Emanuel Coleman、編曲：Sin
4. 明日になる前に （instrumental）
5. バスケットコート （instrumental）
6. ROCKSTAR （instrumental）